# خورخي منديز بليك
خورخي منديز بليك (بالإسبانية: Jorge Méndez Blake)‏ هو رسام مكسيكي، ولد في 1974.

## وصلات خارجية
- الموقع الرسمي